# Solavieya
Solavieya es el nombre popular con que se conoce la casa concluida en 1918 por encargo de José Antonio García Sol al arquitecto racionalista Manuel del Busto. Está ubicada en el kilómetro 2,2 de la carretera AS-377, que discurre entre Gijón y Pola de Siero, en la parroquia de Granda, en el concejo de Gijón.

## El edificio
Se trata de una casa de nueva planta, de notables dimensiones, compuesta de sótano, tres plantas y bajocubierta. Rodea la casa un jardín de casi 27.000 metros cuadrados, que combina los estilos francés e inglés.
El chalé es ejemplo de arquitectura racionalista con un volumen de planta cuadrada y fachadas simétricas y bien estructuradas, en el que se reúnen entremezclados diversos elementos ornamentales adscritos a estilos regionalistas. Su falta de integridad formal y de unidad interna han motivado que no pueda adscribirse a un estilo arquitectónico único.
Por otro lado, la casa evoca los palacios renacentistas florentinos, poniendo de manifiesto el gusto ecléctico del arquitecto Manuel del Busto, dominador del lenguaje clásico. La fachada sur recuerda al palacio de Ajuria Enea (Vitoria), residencia del Lendakari.
Entre los elementos que componen la edificación destacan: una escalera de madera noble, un balcón en esquina de influencia renacentista -considerado por algunos como el elemento más singular del inmueble-, zócalos y paredes adornados con madera de roble y castaño, chimeneas doradas con profusión de molduras, espléndidas vidrieras y lucernarios, preciosos marcos, puertas labradas, impresionantes artesonados, grandes aleros, columnas torneadas, enormes y gruesas alfombras, junto con diversos cuadros de pintores asturianos, como Mariano Moré, que posteriormente se trasladaron al Hotel de la Reconquista de Oviedo.
En el paredón que rodea la finca, destacaba una monumental puerta ideada como entrada de carruajes. 

## Los jardines

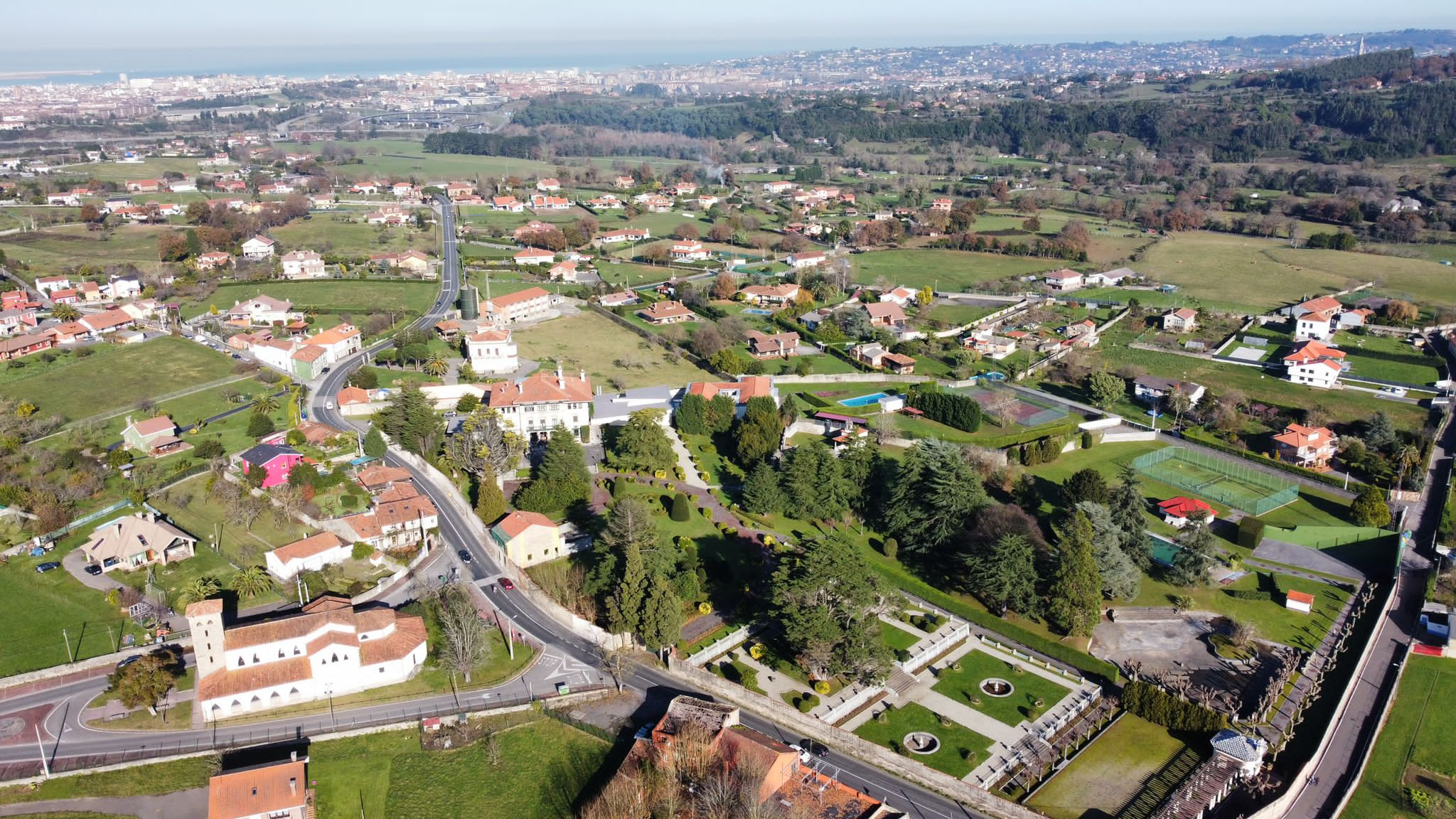
Vista aérea de Solavieya

El jardín es obra de Pedro Múgica. El jardín incluía, entre otros elementos, valiosos  árboles, poco frecuentes en este entorno como: una secuoya gigante, un ciprés de Monterrey, varios cedros azules del Himalaya, y un pequeño bosque de bambú, y un cyca -fósil viviente-.Junto a todo ello, se encontraban numerosas estatuas, fuentes, parterres, avenidas, y un estanque rodeado por una balaustrada de piedra con una fuente central. Además de un frontón y una pista de tenis.
Sin ser un prodigio en cuanto al trazado, el jardín posee en la actualidad, diversos elementos enriquecedores, logrando una perfecta armonía y equilibrio con el edificio al que acompaña. En una de sus esquinas, decorada con pérgolas y azulejos de cerámica vidriada de influencia andaluza, el efecto ambiental conseguido es uno de los mejores que se pueden encontrar en una finca privada en Asturias.
El jardín, perfectamente conservado, contiene un jardín francés con tintes renacentistas, un rincón hispanoárabe en la zona de la pérgola y un jardín inglés en el área del estanque.

## Historia

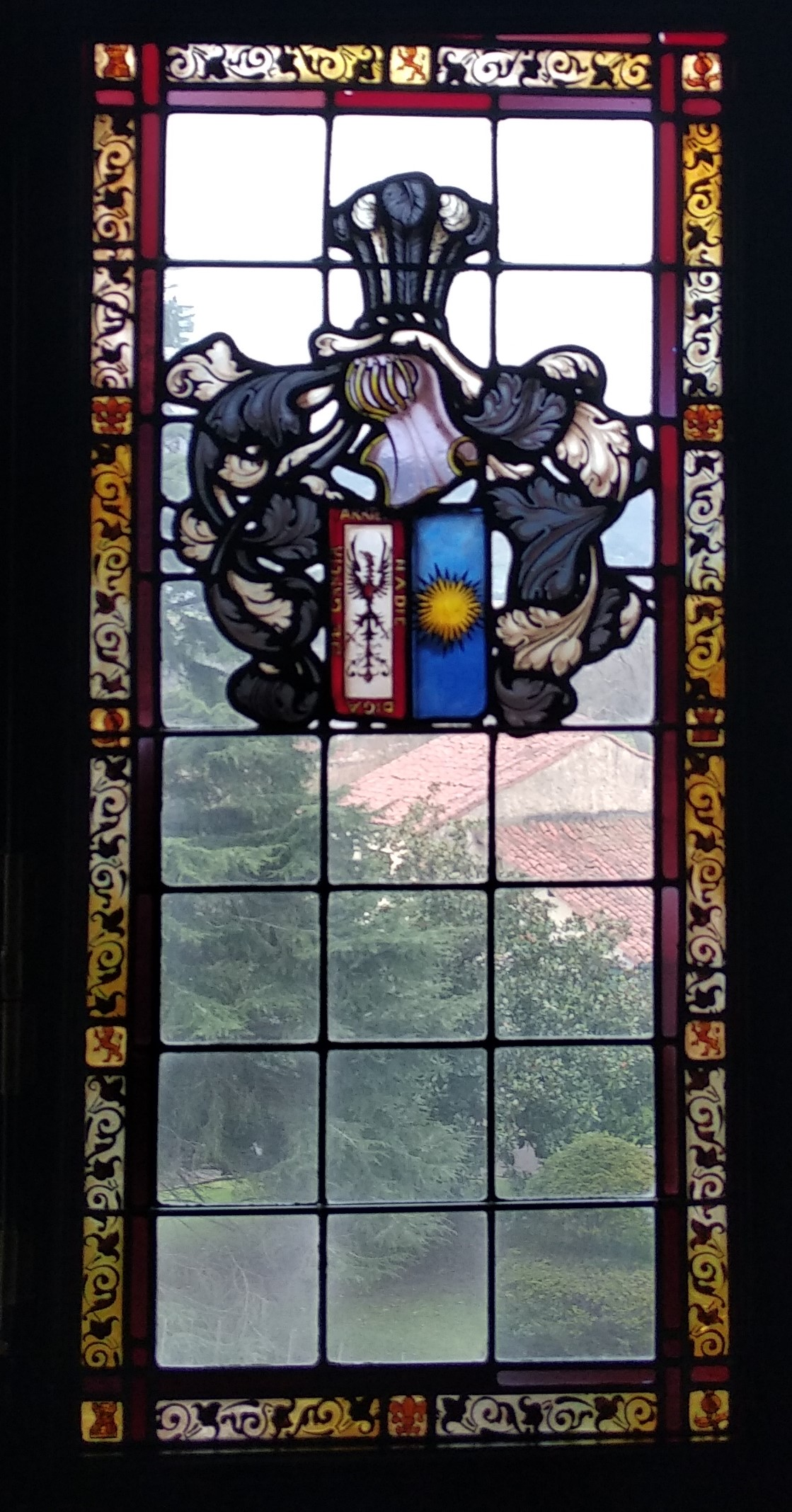
Escudo de García Sol en una vidriera de Solavieya

Los hermanos Manuel y José García Álvarez emigraron, junto con otros familiares, desde Asturias a Cuba. Allí de dedicaron al negocio azucarero y de alimentación, con los que hiiceron fortuna y regresaron a Asturias como otros tantos indianos que había hecho fortuna en América. En Granda, cerca de Gijón, ambos hermanos construyeron sus respectivas casas. Manuel, casado con Ana Machado y sin hijos construyó un chalé conocido como "La Quinta"; mientras que José construyó la suya junto a la de su hermano. Esta segunda fue conocida como "Quinta Paletica".
En 1916 José Antonio García Sol, hijo de José mandó derribar la casa de su padre "Quinta Paletica", y encargó construir otra al mismo arquitecto que había realizado "La Quinta" y "Quinta Paletica", el afamado arquitecto Manuel del Busto. La casa, conocida como "Palacio de García Sol" fue construida entre 1916 y 1918, con el fin de hacer de ella un espacio social de etiqueta.
José Antonio García Sol, entre otras cosas, fue uno de los promotores y primer presidente del Real Club Astur de Regatas, en donde estableció una fluida relación con la Casa Real como lo demuestra la participación de Alfonso XIII en las regatas organizadas por el club los años 1912 y 1913, lo que propició las visitas a la finca del Príncipe de Asturias, Alfonso de Borbón y Battenberg, que lo hizo en dos ocasiones: el 2 de septiembre de 1924 y el 31 de agosto de 1925. Durante la primera visita, que duró dos horas —de cinco a siete de la tarde—, el príncipe de Asturias tomó el té. En la segunda visita, participó en una cena que comenzó a las 21:30 horas, y se prolongó hasta las 4.30 horas de la madrugada.
Pasado el tiempo, y posiblemente a causa del crack del 29, José Antonio García Sol se arruinó, y su casa y sus posesiones fueron subastadas. José Antonio falleció tiempo después en el Hotel Biarritz de San Sebastián. Tras la guerra civil española, en la que el edificio se había transformado en hospital de sangre, fue adquirido por la familia Nájera Alesón y posteriormente por la familia Vega Arango.
Desde 1961, un grupo de personas, entre las que se encontraban los empresarios Luis Adaro Ruiz-Falcó y Juan Suárez Martínez iniciaron diversas gestiones para adquirir el inmueble, con el fin de realizar diversas actividades de formación cristiana dirigidas por el Opus Dei. La primera actividad fue un curso de retiro, realizado en diciembre de 1964 al que asistieron una veintena de jóvenes. La casa pasó a denominarse Solavieya.
Entre 1999 y 2001 se acometieron diversas reformas, dirigidas por Enrique Villar y Rodrigo Zaparáin. Recuperaron todo el edificio como residencia, transformando la zona de servicio en habitaciones. La zona de servicio se trasladó a un edificio exterior pero conectado con la casa. Se recuperaron los accesos originales de Solavieya, el principal por la fachada norte, mientras se conservaba la fachada sur como salida al jardín, volviendo a la configuración que había diseñado el arquitecto Manuel del Busto. De esta manera el número de plazas se amplió hasta las 35.
La casa esta ocupada la mayor parte de los días del año en diversas actividades: cursos de retiro, cursos de formación cristiana, convivencias. A lo largo del año pasan por ella unas 1.500 personas aproximadamente.

## Referencias

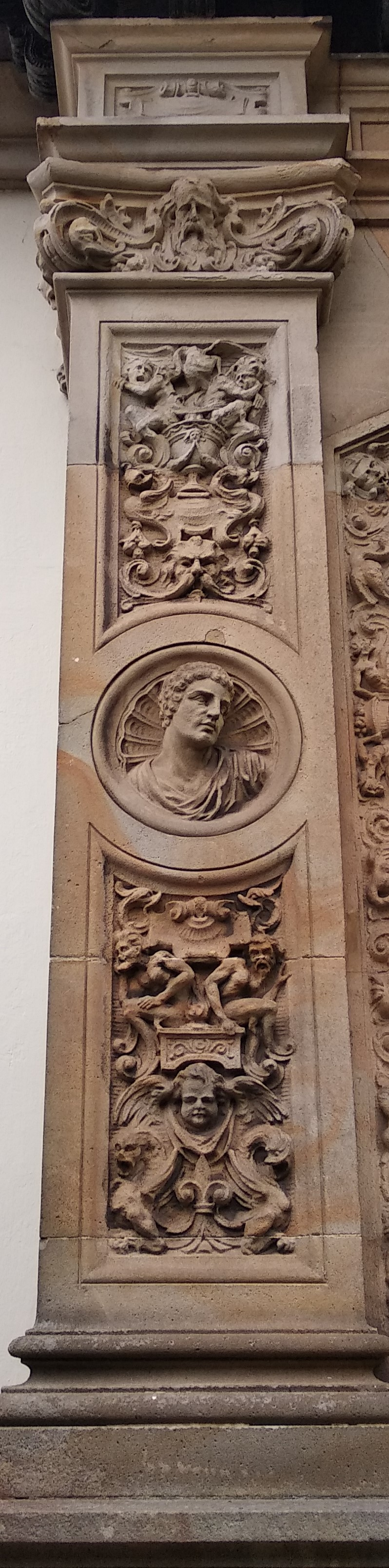
Detalle de la decoración del marco de las ventanas